# رينيا ناكامورا
رينيا ناكامورا (باليابانية: 中村倫也؛ مواليد 23 مارس 1995) هو مُقاتل فنون قتالية مختلطة ياباني.

## وصلات خارجية
- رينيا ناكامورا على موقع شيردوغ (الإنجليزية)
- رينيا ناكامورا على موقع Tapology.com (الإنجليزية)
- رينيا ناكامورا على موقع قاعدة بيانات المصارعة الدولية (الإنجليزية)